# Nimr Baqir al-Nimr
Nimr Bāqir al-Nimr (in arabo نمر باقر النمر‎?, Nimr Bāqir al-Nimr; al-'Awāmiyya, 21 giugno 1959 – Riyad, 2 gennaio 2016) è stato una personalità religiosa saudita.

## Biografia
Nimr Bāqir al-Nimr, più comunemente noto come sceicco Nimr, è stato uno sceicco sciita originario del Governatorato di al-Qaṭīf nella provincia di al-Sharqiyya, nell'est dell'Arabia Saudita. Era molto popolare tra i giovani e critico nei confronti del governo saudita nei confronti del quale aveva richiesto nuove elezioni politiche. Quando fu arrestato nel 2006, affermò di essere stato malmenato da uomini dell'al-Mabahith al-'Amma, il servizio segreto saudita.
Nel 2009 aveva criticato le autorità saudite e proposto la secessione della provincia di al-Sharqiyya se i diritti degli sciiti in Arabia Saudita non fossero stati rispettati. Nei suoi confronti fu emesso un mandato di cattura e fu arrestato una prima volta con altre 35 persone. Durante le proteste del biennio 2011-2012 in Arabia Saudita, al-Nimr invitò i manifestanti a resistere alle pallottole della polizia usando il "ruggito delle parole" e non la violenza, prevedendo il rovesciamento del governo se la repressione fosse continuata. Secondo The Guardian fu visto "prendere la guida della rivolta".
L'8 luglio 2012 al-Nimr fu ferito a una gamba da un proiettile sparato dalla polizia e arrestato; la polizia parlò di un "conflitto a fuoco". Migliaia di persone iniziarono una serie di proteste nel corso delle quali due uomini, Akbar al-Shakhuri e Mohamed al-Felfel, furono uccisi dai proiettili della polizia. In risposta all'arresto Al-Nimr iniziò uno sciopero della fame e apparve anche essere stato torturato.
Il 15 ottobre 2014 al-Nimr fu condannato a morte con l'accusa "di intesa con governi stranieri, di aver disobbedito al governo e aver impugnato le armi contro le forze dell'ordine" mentre suo nipote, Mohammad al-Nimr, fu arrestato nello stesso giorno per aver twittato informazioni sulla condanna a morte. La condanna è stata eseguita il 2 gennaio 2016, unitamente a quella di altri 46 condannati a morte. Il governo saudita non ha consegnato il corpo alla famiglia, comunicando che tutti i condannati erano già stati sepolti.

### Reazioni internazionali
La notizia della morte di al-Nimr ha provocato proteste ufficiali da parte dell'Iran, che ha minacciato ripercussioni. La sua esecuzione è stata quindi condannata dall'Iran e dagli sciiti in tutto il Medio Oriente, così come da personalità occidentali e sunniti contrari al settarismo. Il giorno precedente il consolato dell'Arabia Saudita a Mashhad era stato preso d'assalto dalla folla.